# Albert Valtin
Albert Ivanovytsj Valtin (Oekraïens: Альберт Іванович Вальтін, Russisch: Альберт Иванович Вальтин) (Charkov, 16 november 1937 – Kiev, 21 februari 2015) was een basketbalspeler die uitkwam voor het nationale team van de Sovjet-Unie.

## Loopbaan
Valtin begon met basketbal te spelen bij Stroitel Kiev in 1957. Met Stroitel werd hij twee keer tweede om het landskampioenschap van de Sovjet-Unie in 1965 en 1966. Ook werd hij vier keer derde in 1962, 1964, 1970 en 1974. In 1973 ging Valtin spelen voor Avtomobilist Vorosjilovgrad. Na één jaar keerde Valtin terug naar Stroitel Kiev.  Hij werd in 1967 met de Oekraïense SSR landskampioen van de Sovjet-Unie. In 1974 stopte Valtin met basketballen.
Valtin won met de Sovjet-Unie één keer Zilver op de Olympische Spelen in 1960. Op het Europees Kampioenschap won Valtin goud in 1961.
Valtin kreeg de onderscheiding Meester in de sport van de Sovjet-Unie (1967).

## Erelijst
- Landskampioen Sovjet-Unie: 1
  - Winnaar: 1967
  - Tweede: 1963, 1965, 1966
  - Derde: 1962, 1964, 1970, 1974
- Bekerwinnaar Sovjet-Unie:
  - Runner-up: 1969
- Olympische Spelen:
  - Zilver: 1960
- Europees Kampioenschap: 1
  - Goud: 1961